# Tiago Rodrigues
Tiago Filipe Sousa Nóbrega Rodrigues (ur. 29 stycznia 1992 w Vila Realu) – portugalski piłkarz grający na pozycji ofensywnego lub środkowego pomocnika w rosyjskim klubie FK Ufa. Były młodzieżowy reprezentant Portugalii.

## Sukcesy
Vitória SC
- Zdobywca Pucharu Portugalii: 2012/2013

CSKA Sofia
- Zdobywca Pucharu Bułgarii: 2020/2021